# Ralf Scheepers
Ralf Scheepers (Berkheim, 5. veljače 1965.) je pjevač njemačkog power metal sastava Primal Fear. Ima karakterističan glas visokog registra koji djelomice podsjeća na glas Rob Halforda iz Judas Priesta. Pjevao u sastavima Gamma Ray, Tyran's Pace, te Helloween, iako s Helloween nije snimao albume. Također je gostovao na albumima sastava Scanner, Therion te Ayreon.

## Životopis
1980. je počeo pjevati u sastavu Tyran's Pace. 1986. je pjevao na nekoliko koncerata s Helloween, na kojima je mijenjao Kaija Hansena, koji se odlučio prestati mučiti istodobnim sviranjem i pjevanjem. Grupa iz Hamburga je bila veoma blizu odluci unajmiti ga za stalna pjevača, ali su se na kraju ipak odlučili za izvanrednog sedamnaestogodišnjaka Michaela Kiskea. 1989. Hansen je napustio Helloween, pa se njegova karijera ponovo uprela s Ralfovom - nastao je Gamma Ray. Ralf je ostao u Gamma Ray sve do 1995. kada se pokušao natjecati za upražnjeno mjesto pjevača Judas Priesta nakon odlaska Rob Halforda, ali je izgubio u natjecaju u korist Tima "Rippera" Owensa. Istodobno mu je Hansen postavio ultimatum - u to vrijeme je Scheepers živio daleko od Hamburga, pa nije uvijek učestvovao u aktivnostima sastava - da se posvjeti potpuno sastavu preselivši se u Hamburg ili da napusti sastav. Kako je pristupanje britanskom sastavu još uvijek bilo mogućno, Scheepers se odlučio napustiti. Napustivši Gamma Ray, naišao je i na odbijanje iz Judas Priesta, uz obrazloženje da njegov glas suviše nalikuje glasu Halforda.
Nakon 3 godine nepojavljivanja, dobio je poziv od Mata Sinnera da osnuju Primal Fear, u kome pjeva od tada.

## Diskografija

### Tyran' Pace
- Eye to Eye (1984.)
- 1. Rock-Fabrik Festival '84 (Split) (1984.)
- Long Live Metal (1985.)
- Heavy Metal Live in Germany Vol. I (Split) (1985.)
- Watching You (1986.)
- Long Live Metal/Watching You (Kompilacija) (1990.)

### Gamma Ray
- Space Eater / The Silence (Singl) (1990.)
- Heaven Can Wait / Mr. Outlaw (Singl) (1990.)
- Heaven Can Wait (Singl) (1990.)
- Heading for Tomorrow (1990.)
- Kerrang! Plastic Explosive (Split) (1990.)
- Heaven Can Wait (EP) (1990.)
- Sigh No More (Singl) (1991.)
- One with the World (Singl) (1991.)
- Sigh No More (1991.)
- Insanity and Genius (1993.)
- Power of Metal (Split video) (1993.)
- Future Madhouse (Singl) (1993.)
- Lust for Live (Video) (1993.)
- Power of Metal (Split) (1994.)
- Alive '95 (1996.) (CD2 only)
- Skeletons in the Closet (2003.) (Samo kredit)
- Hell Yeah! The Awesome Foursome (2008.) (Samo kredit)
- Alright! 20 Years Of Universe (2010.)
- Skeletons & Majesties - Live (2012.) (Samo kredit)
- The Best (of) (2015.)
- Heading for the East (2015.)
- Lust for Live (album live) (2016.)

### F.B.I.
- Hell On Wheels (EP) (1993.)

### Primal Fear
- Primal Fear (1998.)
- Jaws of Death (1999.)
- Nuclear Fire (2000.)
- Black Sun (2002.)
- Devil's Ground (2004.)
- Seven Seals (2005.)
- New Religion (2007.)
- 16.6 (Before the Devil Knows You're Dead) (2009.)
- Unbreakable (2012.)
- Delivering the Black (2014.)
- Rulebreaker (2016.)
- Apocalypse (2018.)
- Metal Commando (2020.)
- Code Red (2023.)

EPs'
- Horrorscope (2001.)
- I Will Be Gone (2021.)

Videos
- The History of Fear (2003.)
- 16:6 All Over the World (2010.)

Kompilacijski albumi
- Primal Fear/Jaws of Death (2005.)
- Metal Is Forever - The Very Best of Primal Fear (2006.)
- Best of Fear (2017.)

Live albumi
- Live in the USA (2010.)
- Angels of Mercy: Live in Germany (2017.)

Kutije setovi
- The Nuclear Blast Recordings (2018.)

Samci
- Out in the Fields (2001.)
- Metal Is Forever (2004.)
- Bad Guys Wear Black (2011.)
- When Death Comes Knocking (2013.)
- The End Is Near (2015.)
- Bullets and Tears (2015.)
- Hounds of Justice (2018.)
- King of Madness (2018.)
- The Ritual (2018.)
- Crucify Me (2018.)
- Along Came the Devil (2020.)
- I Am Alive (2020.)
- Another Hero (2023.)
- Deep in the Night (2023.)
- If Looks Could Kill (2024 Version) (2024.)
- Far Away (2025.)

Split samci
- Touchdown/Another Hero (U.D.O./Primal Fear) (2023.)

### Scheepers
- Scheepers (2011.)

### Blackwelder
- Survival of the Fittest (2015.)

### Gostovanja i drugi radovi
- Scanner - Hypertrace (1988.)
- German Rock Project - Let Love Conquer the World (1991.)
- Sinner - No More Alibis (1992.)
- Heaven's Gate - Don't Bring Me Down (EP) (1992.)
- Heaven's Gate - Hell for Sale! (1992.)
- Sargant Fury - Little Fish (1993.)
- Axe la Chapelle - Grab What You Can (1994.)
- VA - A Tribute to Judas Priest Legends of Metal Vol. II (1996.)
- Brainstorm – Hungry (1997.)
- Roland Grapow - The Four Seasons of Life (1997.)
- Scanner - Ball of the Damned (1997.)
- Pink Cream 69 - Electrified (1998.)
- Therion - Vovin (1998.)
- Sinner - The Nature of Evil (1998.)
- Therion - Crowning of Atlantis (1999.)
- Ayreon - Universal Migrator Part 2: Flight of the Migrator (2000.)
- VA - Catch The Rainbow : A Tribute to Rainbow (2000.)
- VA - German Rock Stars - Wings of Freedom (2001.)
- Sinner - There Will Be Execution (2003.)
- Ayreon - Universal Migrator Part I & II (Kompilacija) (2004.)
- Godiva - Call Me Under 666 (2005.)
- Tribuzy - Execution (2005.)
- Sinner - Mask of Sanity (2007.)
- Tribuzy - Execution Live Reunion (2007.)
- Therion - Vovin/Deggial (Kompilacija) (2007.)
- Saint Deamon - In Shadows Lost from the Brave (2008.)
- Solna - Sent from Heaven (EP) (2008.)
- Shadow Gallery - Digital Ghosts (2009.)
- Solna - Eurameric (2009.)
- Crack O Dawn - Gods of Insane (2009.)
- Phenomena - Blind Faith (2010.)
- Nergard - The Beginning (EP) (2011.)
- Dragony - Legends (2011.)
- VA - Help! For Japan (2012.)
- Phenomena - Awakening (2012.)
- DarkSun - Memento Mori (2012.)
- Helker - En algún lugar del círculo (2013.)
- Helker - Somewhere in the Circle (2013.)
- Highlord - The Warning After (2013.)
- Nergard - Memorial for a Wish (2013.)
- Rage of Angels - Dreamworld (2013.)
- Pamela Moore - Resurrect Me (2013.)
- Magnus Karlsson's Free Fall - Magnus Karlsson's Free Fall (2013.)
- Edge of Thorns - Metal Unity (2013.)
- Domination - Doom in Nation (2013.)
- Wolfpakk - Cry Wolf (2013.)
- Messenger - Starwolf - Pt. 1: The Messengers (2013.)
- Mägo de Oz - The Black Book (2013.)
- Evertale - Of Dragons and Elves (2013.)
- Tales of Pain - Into the Labyrinth (2014.)
- Mägo de Oz - Celtic Land of Oz (Kompilacija) (2014.)
- Edge of Thorns - Insomnia (2014.)
- Hellcircles - Prelude to Decline (2014.)
- Garagedays - Passion of Dirt (2014.)
- Ibridoma - Goodbye Nation (2014.)
- Vanish - Come to Wither (2014.)
- Empires of Eden - Architect of Hope (2015.)
- MetalMind - Destiny (2015.)
- Desert - Never Regret (2015.)
- Nergard - A Bit Closer to Heaven (2015.)
- Luca Turilli's Rhapsody - Prometheus, Symphonia Ignis Divinus (2015.)
- Graveshadow - Blink (2015.)
- Gaelbah - Häxan (2015.)
- Enzo and the Glory Ensemble - In The Name of the Father (2015.)
- Derdian - Revolution Era (2016.)
- Ancestral Dawn - Stormhaze (2016.)
- VA - Edu Falaschi - A New Lease Of Life: 25th Anniversary Tribute Vol. 1 (2016.)
- Soulspell - Spread Your Fire (2016.)
- Hansen - XXX : 30 Years Of Metal (2016.)
- DarkSun - Chronicles of Aravan (2016.)
- Luca Turilli's Rhapsody - Prometheus - The Dolby Atmos Experience / Cinematic and Live (2016.)
- Al Atkins - Reloaded (2017.)
- The Rose of Lilith - Soulless (2017.)
- Ancestral Dawn - Souldance (2017.)
- Dragony - Lords of the Hunt (EP) (2017.)
- Jimi Mitchell - Reflections (2017.)
- Dobroslav Denk - Chains (2017.)
- Soulspell - Horus's Eye (2017.)
- Soulspell Metal Opera - The Second Big Bang (2017.)
- Europica - Part One (2017.)
- Enzo and the Glory Ensemble - In The Name of the Son (2017.)
- Aldaria - When the Time Has Come (2017.)
- Pamela Moore - Sickness (2018.)
- Tomorrow's Outlook - A Voice Unheard (2018.)
- Horizons Edge - Let the Show Go On (2018.)
- Nergard - Memorial for a Wish (2018 Version) (2018.)
- Pamela Moore - Behind the Veil (2018.)
- Giotopia - A Fantasy Tale on Music - Part I (2018.)
- Icy Steel - Guest on Earth (2018.)
- Infinita Symphonia - Liberation (2018.)
- Steel Engraved - Steel Engraved (2019.)
- Syrence - Freedom in Fire (2019.)
- Constantine - Aftermath (2019.)
- Hellrazer - Bonecrusher (2019.)
- Out of Order - Facing the Ruin (2019.)
- Trend Kill Ghosts - Kill Your Ghosts (2019.)
- Adrian Benegas - The Revenant (2019.)
- Wicked Plan - Land on Fire (2019.)
- Melissa Bonny - Toss A Coin To Your Witcher (2020.)
- Enzo and the Glory Ensemble - In The Name of the World Spirit (2020.)
- Vanish - Altered Insanity (EP) (2020.)
- Hellbound - Overlords (2020.)
- TEAM "DREAM" - Rising Power (2020.)
- Stephan Georg - Faith Will Never Die (2020.)
- Mantric Momentum - Temple of My Fears (2020.)
- Rafael Fidanza - Entre Dos Tierras (2020.)
- Baron Carta - Step Into The Plague (EP) (2021.)
- Hellbones - Crossing Borders (2021.)
- Upon Wings - Eternal Way (2021.)
- Avaland - Theater of Sorcery (2021.)
- Immortalizer - I'm Gone (2021.)
- Marius Danielsen - Legend of Valley Doom Part III (2021.)
- РетриеМ (Retriem) - The Beast (2021.)
- Trick or Treat - The Unlocked Songs (Kompilacija) (2021.)
- Stephan Georg - Fighting the Virus (2021.)
- Powerwolf - Call of the Wild (Deluxe Version) (2021.)
- NORROWON - Apophis & Maat (2021.)
- Immortalizer - Gone to Hell (2021.)
- Gamma Ray - Lust for Life (2021.)
- Casus Belli - Pain (2021.)
- Gamma Ray - 30 Years Live Anniversary (2021.)
- NORROWON - Metaphysical Paradox (2021.)
- Basement Prophecy - Metal Zeit (Daalschlag cover) (2021.)
- Immortalizer - Cut Loose (2021.)
- Then Comes The Night - Chapter 1 (2022.)
- Chrysalïd - Running Against the Time (2022.)
- Ironbard - Wings of Icarus (2022.)
- Chrysalïd - Back On The Streets (2022.)
- Ill Prophecy - Demo Anthology 1984-1988 (2022.)
- Avantasia - The Wicked Rule the Night (2022.)
- Michael Schenker Group - Universal (2022.)
- Demon Project - Que el metal sea con ustedes (2022.)
- Triddana - Wasted Paradise (EP) (2022.)
- Sinner - Brotherhood (2022.)
- Demon Project - Self-titled album (2022.)
- Conor Brouwer's Call of Eternity - Call of Eternity (2022.)
- Casus Belli - Ad Calendas Graecas (2022.)
- Xandria - You Will Never Be Our God (2022.)[1]
- StormHammer - Light In The Dark (2022.)
- Woods of Wonders - Lost (2022.)
- Avantasia - A Paranormal Evening with the Moonflower Society (2022.)
- Kliodna - Way of Heroes (2022.)
- StormHammer - Never Surrender - 30 Years of Power (Kompilacija) (2022.)
- A4O4A - United We Are Strong (2022.)
- Ironbard - Fantasia of the East & West (2022.)
- Immortalizer - Born for Metal (2023.)
- Immortalizer - We Were Born for Metal (2023.)
- Xandria - The Wonders Still Awaiting (2023.)
- Dispyria - The Story of Marion Dust (2023.)
- Scarlet Aura - Fire All Weapons (2023.)
- Majustice - Ancestral Recall (2023.)
- Immortal Guardian - Roots Run Deep (2023.)
- Dreamyth - Altheia (2023.)
- Stian Plan - One (2023.)
- Ankhara - Tu verdad (2023.)
- Cathalepsy - Hammer Heart (2023.)
- AREIERA - Future Cry (2023.)
- Cathalepsy - Blood and Steel (2023.)
- Turkish Delight - Volume 2 (2023.)
- Steel Project - Raging Force (2023.)
- Ankhara - De aquí a la eternidad (EP) (2023.)
- Immortal Guardian - Unite and Conquer (2023.)
- AREIERA - Time (2024.)
- Subfire - Blood Omen (2024.)
- Triddana - Breaking from the Fold (2024.)
- Jimi Mitchell's Dark Fantasy - Hell's in his Eyes (2024.)
- Europica - Part Two (2024.)
- Hall of Gods - Madness By The Moonlight (2024.)
- Crying Steel - No One's Crying (2024.)
- Die for my Sins - Scream (2024.)
- Winter - Keeping the Flame Alive (2024.)
- Khaili Turk & Friends - The Nero Decree Turkish Delight (2024.)
- My Alley - Ghostwriting (2024.)
- My Alley - Woman of Chevalier De Pas (2024.)
- Die for my Sins - Scream (2024.)
- Turkish Delight - Volume 3 (2025.)

## Vanjske poveznice
- Primal Fear, službene stranice  Arhivirana inačica izvorne stranice od 12. listopada 2007. (Wayback Machine)